# Mount Weyant
Mount Weyant ist ein markanter, eisfreier und 1930 m hoher Berg im ostantarktischen Viktorialand. Er ragt zwischen dem Loftus-Gletscher und dem Newall-Gletscher auf.
Das Advisory Committee on Antarctic Names benannte ihn 1964 nach dem US-amerikanischen Meteorologen William S. Weyant vom United States Weather Bureau, der bei der Operation Deep Freeze im Jahr 1958 zur Winterbesetzung der Station Little America V gehörte.